# اچ‌ام‌ای‌اس فیلیپ
اچ‌ام‌ای‌اس فیلیپ (به انگلیسی: HMAS Phillip) یک کشتی بود. این کشتی در سال ۱۹۰۵ ساخته شد.